# Richard Hartmann
Richard Hartmann (ur. 7 listopada 1975) – słowacki hokeista, trener.

## Kariera zawodnicza
- HK 36 Skalica (1996–2000)
- Idaho Steelheads (2000)
- HK 36 Skalica (2000–2005)
- HK Nitra (2005)
- HK 36 Skalica (2005–2006)
- Cracovia (2006–2007)
- HK 36 Skalica (2007–2010)
- Lausitzer Füchse (2010–2011)
- Edinburgh Capitals (2011–2015)
- Braehead Clan (2015-2016)

Richard Hartmann w reprezentacji Słowacji rozegrał 4 spotkania i strzelił 1 gola.

## Kariera trenerska
Od 2011 grający trener szkockiego klubu Edinburgh Capitals występującego w rozgrywkach Elite Ice Hockey League. W styczniu 2015 został asystentem szkoleniowca reprezentacji Wielkiej Brytanii. Odszedł z klubu w kwietniu 2015. Od sierpnia 2015 asystent w klubie Braehead Clan i rezerwowy zawodnik. Asystentem tam pozostawał do 2018, a w sezonie 2018/2019 trenował drużynę juniorską Murrayfield U20, a w 2019 został szkoleniowcem Dundee Comets. W sezonie 201/2919 został też asystentem w sztabie kadry Wielkiej Brytanii do lat 20.